# Prulláns
Prulláns (en catalán y oficialmente,  Prullans) es un municipio español de la provincia de Lérida, comunidad autónoma de Cataluña, en la comarca de la Baja Cerdaña y situado al este de la comarca. Cuenta con una población de 252 habitantes (INE 2024).

## Geografía
Integrado en la comarca de Cerdanya, se sitúa a 159 kilómetros de la capital provincial. El término municipal está atravesado por la carretera nacional N-260 (Eje Pirenaico) y por una carretera local que conecta con Lles de Cerdanya.  
El relieve del municipio está definido por las montañas pirenaicas al norte y el valle alto del río Segre al sur, que hace de límite municipal. La altitud oscila entre los 2240 metros al norte y los 960 metros al sur, a orillas del río Segre. El pueblo se alza a 1096 metros sobre el nivel del mar. 
| Noroeste: Lles de Cerdanya    | Norte: Bellver de Cerdanya | Nordeste: Bellver de Cerdanya |
| Oeste: Lles de Cerdanya       |                            | Este: Bellver de Cerdanya     |
| Suroeste: Montellà i Martinet | Sur: Bellver de Cerdanya   | Sureste: Bellver de Cerdanya  |

## Historia
Hacia mediados del siglo XIX, el lugar, ya por entonces con ayuntamiento propio, tenía contabilizada una población de 158 habitantes. Aparece descrito en el decimotercer volumen del Diccionario geográfico-estadístico-histórico de España y sus posesiones de Ultramar de Pascual Madoz con las siguientes palabras:

PRULLANS: l. con ayunt. al que estan agregados los cas. de Ardebol, Satamit y Serra, en la prov. de Lérida, part. jud. y dióc. de Seo de Urgel, aud. terr. y c. g. de Barcelona: sit. en terreno montuoso á la der. del r. Segre y cerca de la confluencia en el él del r. Llosa. Consta de 66 casas, é igl. parr. (San Estéban) servida por un cura párroco de término que nombra el diocesano; depende de ella el anejo de Ardebol: Confina el térm. por el N. con Caborriu; E. Bellber; S. Pí, Sta. Eugenia y San Martí, y O. Traveseras: dentro de su jurisd. se hallan los cas. de Ardebol, Serra y Satamit. El terreno es muy escabroso y regado en parte con las aguas del citado r. Segre: le cruzan algunos caminos locales; y buenos pastos en que se cria el ganado mayor y menor que es la principal ind. de los naturales. pobl.: 65 vec., 158 alm. riqueza imp.: 54,215 rs. contr.: el 14'48 por 100 de esta riqueza.
(Madoz, 1849, p. 227)

## Geografía humana

### Demografía
Cuenta con una población de 252 habitantes (INE 2024).
| Gráfica de evolución demográfica de Prullans entre 1842 y 2021 |
| |
| Población de derecho según los censos de población del INE Población de hecho según los censos de población del INEEn estos censos se denominaba Prulláns: 1842, 1857, 1860, 1877, 1887, 1897, 1900, 1910, 1920, 1930, 1940, 1950, 1960, 1970 y 1981 Entre el censo de 1857 y el anterior, crece el término del municipio porque incorpora a 255028 (Ardevol) |

| 1900 | 1930 | 1950 | 1970 | 1981 | 1986 |
| ---- | ---- | ---- | ---- | ---- | ---- |
| 489  | 444  | 467  | 256  | 184  | 195  |

### Economía
Agricultura y ganadería bovina. Turismo.

## Patrimonio
- Iglesia de San Esteban, de origen románico.
- Castillo de Prulláns.